# Ville-en-Blaisois
Ville-en-Blaisois is een gemeente in het Franse departement Haute-Marne (regio Grand Est) en telt 155 inwoners (1999). De plaats maakt deel uit van het arrondissement Saint-Dizier.

## Geografie
De oppervlakte van Ville-en-Blaisois bedraagt 7,0 km², de bevolkingsdichtheid is 22,1 inwoners per km².
De onderstaande kaart toont de ligging van Ville-en-Blaisois met de belangrijkste infrastructuur en aangrenzende gemeenten.

## Demografie
Onderstaande figuur toont het verloop van het inwonertal (bron: INSEE-tellingen).